# Takasago

Takasago (高砂市 Takasago-shi?) este un municipiu din Japonia, prefectura Hyōgo.